# Liste des monuments classés de Jette
Cet article recense le patrimoine immobilier protégé à Jette. Le patrimoine immobilier protégé fait partie du patrimoine culturel en Belgique.
|    | Le bien                                                              | Date de clas.    | Année | Architecte                 | Style                    | Adresse                                                                                                   | Coordonnées                 | ID          | Photo |
| -- | -------------------------------------------------------------------- | ---------------- | ----- | -------------------------- | ------------------------ | --- | --------------------------- | ----------- | ----- |
| 1  | Abbaye de Dieleghem - ancienne prélature                             | 3 février 1953   | 1775  | Laurent-Benoit Dewez       | Classicisme              | Rue Jean Tiebackx 14 , Rue Guillaume Belien                                                               | 50° 53′ 11″ N, 4° 19′ 04″ E | 2283-0001/0 |       |
| 2  | Ancienne maison communale de Jette                                   | 13 avril 1995    | 1899  | Jules-Jacques Van Ysendyck | Néo-Renaissance flamande | Place Cardinal Mercier 1                                                                                  | 50° 52′ 48″ N, 4° 19′ 39″ E | 2283-0028/0 |       |
| 3  | Ancienne maison de René Magritte                                     |                  |       |                            |                          | Rue Esseghem 135                                                                                          | 50° 52′ 36″ N, 4° 20′ 09″ E | 2283-0029/0 |       |
| 4  | Bois de Dieleghem                                                    | 19 avril 1977    |       |                            |                          | Avenue Henri Liebrecht, Rue Bonaventure 180 - 220, Rue De L'Abbaye De Dieleghem, Avenue Du Heymbosch      | 50° 53′ 24″ N, 4° 19′ 05″ E | 2283-0004/0 |       |
| 5  | Chêne de Hongrie (Quercus frainetto) - Square Secretin               | 13 février 2003  |       |                            |                          | Avenue Secretin                                                                                           | 50° 52′ 48″ N, 4° 19′ 52″ E | 2283-0038/0 |       |
| 6  | Église de la Madeleine, couvent des Rédemptoristes et jardin         | 15 juin 2000     | 1903  | Georges Dhaeyer            | Néo-gothique             | Avenue De Jette 225                                                                                       | 50° 52′ 20″ N, 4° 19′ 24″ E | 2283-0012/0 |       |
| 7  | Gare de Jette                                                        | 13 avril 1995    | 1886  | Franz Seulen               | Néo-Renaissance flamande | Place Cardinal Mercier 16                                                                                 | 50° 52′ 49″ N, 4° 19′ 47″ E | 2283-0020/0 |       |
| 8  | Hêtre pourpre (Fagus sylvatica f. purpurea)                          | 10 mars 2005     |       |                            | Arbre remarquable        | Place Jean Gabin                                                                                          | 50° 53′ 23″ N, 4° 18′ 51″ E | 2283-0039/0 |       |
| 9  | Hêtre pourpre (Fagus sylvatica f. purpurea)                          | 13 juillet 2006  |       |                            | Arbre remarquable        | Rue Amelie Gomand 24                                                                                      | 50° 52′ 36″ N, 4° 20′ 14″ E | 2283-0026/0 |       |
| 10 | Bois du Laerbeek (Laarbeekbos)                                       | 18 novembre 1976 |       |                            | Bois et parc forestier   | Avenue Du Laerbeek 0A                                                                                     | 50° 53′ 11″ N, 4° 18′ 40″ E | 2283-0003/0 |       |
| 11 | La Ferme du Wilg                                                     | 26 mars 1998     |       |                            | Architecture rurale      | Chaussee De Wemmel 162 - 164                                                                              | 50° 52′ 55″ N, 4° 19′ 20″ E | 2283-0034/0 |       |
| 12 | Magnolia de Soulange (Magnolia x soulangeana)                        | 17 juillet 2008  |       |                            | Arbre remarquable        | Rue Léopold Ier 314                                                                                       | 50° 52′ 31″ N, 4° 20′ 09″ E | 2283-0042/0 |       |
| 13 | Parc Titeca                                                          | 12 juin 1997     |       |                            | Parc                     | Avenue De L'Exposition 341 , Avenue De L'Exposition 421 - 425, Dreve De Dieleghem 79 , Dreve De Dieleghem | 50° 53′ 19″ N, 4° 18′ 54″ E | 2283-0019/0 |       |
| 14 | Poelbosch ou parc du château de Dieleghem                            | 18 novembre 1976 |       |                            | Parc                     | Avenue Du Laerbeek                                                                                        | 50° 53′ 11″ N, 4° 18′ 40″ E | 2283-0002/0 |       |
| 15 | Ptérocaryer du Causase (Pterocarya fraxinifolia)                     | 13 juillet 2006  |       |                            | Arbre remarquable        | Square Jules Lorge                                                                                        | 50° 52′ 55″ N, 4° 19′ 50″ E | 2283-0023/0 |       |
| 16 | Vestiges archéologique de la villa gallo-romaine du bois du Laerbeek | 13 avril 1995    |       |                            | Habitat                  | Rue Du Bois                                                                                               |                             | 2283-0013/0 |       |
| 17 | Withuis                                                              | 25 février 1985  | 1929  | Joseph Diongre             | Art Déco                 | Avenue Charles Woeste 183                                                                                 | 50° 52′ 22″ N, 4° 20′ 02″ E | 2283-0010/0 |       |